# Lista över fornlämningar i Vadstena kommun
Lista över fornlämningar i Vadstena kommun är en förteckning av ett urval av de fornlämningar som finns i Vadstena kommun.

## Hagebyhöga
| Namn                         | Lämningstyp                 | Tillkomsttid | Historisk indelning      | Plats | Läge                               | ID-nr          | Bild                                      |
| ---------------------------- | --------------------------- | ------------ | ------------------------ | ----- | ---------------------------------- | -------------- | ----------------------------------------- |
| Hagebyhöga 1:1               | Hög                         |              | Hagebyhöga, Östergötland |       | 58.449038, 14.970060               | 10042800010001 | Ladda upp en bild av detta fornminne      |
| Hagebyhöga 2:1               | Hög                         |              | Hagebyhöga, Östergötland |       | 58.450591, 14.969887               | 10042800020001 | Ladda upp en bild av detta fornminne      |
| Hagebyhöga 2:2               | Hög                         |              | Hagebyhöga, Östergötland |       | 58.45030310042800080001, 14.973012 | 10042800080001 | Ladda upp en till bild av detta fornminne |
| Stångbacken (Hagebyhöga 8:2) | Hög                         |              | Hagebyhöga, Östergötland |       | 58.468247, 14.972894               | 10042800080002 | Ladda upp en bild av detta fornminne      |
| Stångbacken (Hagebyhöga 8:3) | Stensättning                |              | Hagebyhöga, Östergötland |       | 58.468117, 14.972855               | 10042800080003 | Ladda upp en bild av detta fornminne      |
| Stångbacken (Hagebyhöga 8:4) | Stensättning                |              | Hagebyhöga, Östergötland |       | 58.468412, 14.973110               | 10042800080004 | Ladda upp en bild av detta fornminne      |
| Hagebyhöga 9:1               | Gravfält                    |              | Hagebyhöga, Östergötland |       | 58.491395, 14.991101               | 10042800090001 | Ladda upp en bild av detta fornminne      |
| Hagebyhöga 11:1              | Gravfält                    |              | Hagebyhöga, Östergötland |       | 58.511056, 14.959157               | 10042800110001 | Ladda upp en bild av detta fornminne      |
| Hagebyhöga 13:1              | Gravfält                    |              | Hagebyhöga, Östergötland |       | 58.472609, 14.965747               | 10042800130001 | Ladda upp en bild av detta fornminne      |
| Hagebyhöga 14:1              | Grav markerad av sten/block |              | Hagebyhöga, Östergötland |       | 58.470554, 14.961474               | 10042800140001 | Ladda upp en bild av detta fornminne      |
| Hagebyhöga 14:2              | Grav markerad av sten/block |              | Hagebyhöga, Östergötland |       | 58.470612, 14.961573               | 10042800140002 | Ladda upp en bild av detta fornminne      |
| Hagebyhöga 38:1              | Hällristning                |              | Hagebyhöga, Östergötland |       | 58.468993, 14.967702               | 10042800380001 | Ladda upp en bild av detta fornminne      |
| Hagebyhöga 39:1              | Hällristning                |              | Hagebyhöga, Östergötland |       | 58.445228, 14.965050               | 10042800390001 | Ladda upp en bild av detta fornminne      |
| Hagebyhöga 40:1              | Hällristning                |              | Hagebyhöga, Östergötland |       | 58.446016, 14.964188               | 10042800400001 | Ladda upp en bild av detta fornminne      |

## Herrestad
| Namn          | Lämningstyp | Tillkomsttid | Historisk indelning     | Plats | Läge                 | ID-nr          | Bild                                 |
| ------------- | ----------- | ------------ | ----------------------- | ----- | -------------------- | -------------- | ------------------------------------ |
| Herrestad 1:2 | Runristning |              | Herrestad, Östergötland |       | 58.389986, 14.811369 | 10043200010002 | Ladda upp en bild av detta fornminne |
| Herrestad 1:3 | Runristning |              | Herrestad, Östergötland |       | 58.389986, 14.811369 | 10043200010003 | Ladda upp en bild av detta fornminne |

## Hov
| Namn             | Lämningstyp  | Tillkomsttid | Historisk indelning | Plats     | Läge                 | ID-nr          | Bild                                      |
| ---------------- | ------------ | ------------ | ------------------- | --------- | -------------------- | -------------- | ----------------------------------------- |
| Hov 3:3          | Runristning  |              | Hov, Östergötland   |           | 58.378778, 14.918068 | 10043500030003 | Ladda upp en bild av detta fornminne      |
| Hov 4:1          | Gravfält     |              | Hov, Östergötland   |           | 58.398707, 14.932051 | 10043500040001 | Ladda upp en bild av detta fornminne      |
| Hov 6:1          | Gravfält     |              | Hov, Östergötland   |           | 58.405075, 14.907402 | 10043500060001 | Ladda upp en till bild av detta fornminne |
| Hov 8:1          | Hög          |              | Hov, Östergötland   |           | 58.397872, 14.908392 | 10043500080001 | Ladda upp en bild av detta fornminne      |
| Hov 9:1          | Gravfält     |              | Hov, Östergötland   |           | 58.390572, 14.907137 | 10043500090001 | Ladda upp en bild av detta fornminne      |
| Hov 10:1         | Gravfält     |              | Hov, Östergötland   |           | 58.389788, 14.907477 | 10043500100001 | Ladda upp en bild av detta fornminne      |
| Hov 11:1         | Stensättning |              | Hov, Östergötland   |           | 58.389917, 14.906105 | 10043500110001 | Ladda upp en bild av detta fornminne      |
| Hov 11:2         | Stensättning |              | Hov, Östergötland   |           | 58.389808, 14.906233 | 10043500110002 | Ladda upp en bild av detta fornminne      |
| Ög 77 (Hov 15:1) | Runristning  |              | Hov, Östergötland   | Hovgården | 58.373982, 14.919926 | 10043500150001 | Ladda upp en till bild av detta fornminne |
| Hov 21:1         | Stensättning |              | Hov, Östergötland   |           | 58.359572, 14.931203 | 10043500210001 | Ladda upp en bild av detta fornminne      |
| Hov 52:1         | Hällristning |              | Hov, Östergötland   |           | 58.354528, 14.915788 | 10043500520001 | Ladda upp en bild av detta fornminne      |
| Hov 59:1         | Hällristning |              | Hov, Östergötland   |           | 58.405563, 14.926848 | 10043500590001 | Ladda upp en bild av detta fornminne      |

## Källstad
| Namn         | Lämningstyp  | Tillkomsttid | Historisk indelning    | Plats | Läge                 | ID-nr          | Bild                                 |
| ------------ | ------------ | ------------ | ---------------------- | ----- | -------------------- | -------------- | ------------------------------------ |
| Källstad 1:1 | Hög          |              | Källstad, Östergötland |       | 58.397112, 14.776000 | 10045500010001 | Ladda upp en bild av detta fornminne |
| Källstad 2:1 | Stensättning |              | Källstad, Östergötland |       | 58.392747, 14.778676 | 10045500020001 | Ladda upp en bild av detta fornminne |

## Nässja
| Namn                               | Lämningstyp                 | Tillkomsttid | Historisk indelning  | Plats | Läge                 | ID-nr          | Bild                                      |
| ---------------------------------- | --------------------------- | ------------ | -------------------- | ----- | -------------------- | -------------- | ----------------------------------------- |
| Nässja 1:1                         | Grav markerad av sten/block |              | Nässja, Östergötland |       | 58.465070, 14.814660 | 10047200010001 | Ladda upp en bild av detta fornminne      |
| Nässja 1:2                         | Grav markerad av sten/block |              | Nässja, Östergötland |       | 58.464888, 14.814693 | 10047200010002 | Ladda upp en bild av detta fornminne      |
| Nässja 1:3                         | Grav markerad av sten/block |              | Nässja, Östergötland |       | 58.464858, 14.814546 | 10047200010003 | Ladda upp en bild av detta fornminne      |
| Nässja skeppssättning (Nässja 2:1) | Gravfält                    |              | Nässja, Östergötland |       | 58.465383, 14.813572 | 10047200020001 | Ladda upp en till bild av detta fornminne |
| Nässja 3:1                         | Gravfält                    |              | Nässja, Östergötland |       | 58.463003, 14.808818 | 10047200030001 | Ladda upp en till bild av detta fornminne |
| Nässja 4:1                         | Hög                         |              | Nässja, Östergötland |       | 58.462690, 14.810108 | 10047200040001 | Ladda upp en till bild av detta fornminne |
| Nässja 4:2                         | Stensättning                |              | Nässja, Östergötland |       | 58.462908, 14.809930 | 10047200040002 | Ladda upp en bild av detta fornminne      |
| Nässja 4:3                         | Hög                         |              | Nässja, Östergötland |       | 58.463234, 14.809801 | 10047200040003 | Ladda upp en till bild av detta fornminne |
| Nässja 5:1                         | Stensättning                |              | Nässja, Östergötland |       | 58.462575, 14.809614 | 10047200050001 | Ladda upp en bild av detta fornminne      |
| Nässja 5:2                         | Stensättning                |              | Nässja, Östergötland |       | 58.462576, 14.809264 | 10047200050002 | Ladda upp en bild av detta fornminne      |
| Nässja 8:1                         | Stensättning                |              | Nässja, Östergötland |       | 58.474713, 14.828870 | 10047200080001 | Ladda upp en bild av detta fornminne      |
| Nässja 11:1                        | Gravfält                    |              | Nässja, Östergötland |       | 58.453555, 14.775037 | 10047200110001 | Ladda upp en bild av detta fornminne      |

## Orlunda
| Namn               | Lämningstyp  | Tillkomsttid | Historisk indelning   | Plats | Läge                 | ID-nr          | Bild                                      |
| ------------------ | ------------ | ------------ | --------------------- | ----- | -------------------- | -------------- | ----------------------------------------- |
| Orlunda 2:1        | Stensättning |              | Orlunda, Östergötland |       | 58.424816, 14.960630 | 10047400020001 | Ladda upp en bild av detta fornminne      |
| Ög 2 (Orlunda 4:1) | Runristning  |              | Orlunda, Östergötland |       | 58.412617, 14.978567 | 10047400040001 | Ladda upp en till bild av detta fornminne |
| Ög 5 (Orlunda 4:2) | Runristning  |              | Orlunda, Östergötland |       | 58.412617, 14.978567 | 10047400040002 | Ladda upp en till bild av detta fornminne |
| Ög 2 (Orlunda 4:3) | Runristning  |              | Orlunda, Östergötland |       | 58.412617, 14.978567 | 10047400040003 | Ladda upp en bild av detta fornminne      |
| Ög 6 (Orlunda 4:4) | Runristning  |              | Orlunda, Östergötland |       | 58.412617, 14.978567 | 10047400040004 | Ladda upp en till bild av detta fornminne |
| Orlunda 4:5        | Runristning  |              | Orlunda, Östergötland |       | 58.412617, 14.978567 | 10047400040005 | Ladda upp en bild av detta fornminne      |
| Orlunda 5:1        | Gravfält     |              | Orlunda, Östergötland |       | 58.402268, 14.986407 | 10047400050001 | Ladda upp en bild av detta fornminne      |
| Orlunda 9:1        | Gravfält     |              | Orlunda, Östergötland |       | 58.419731, 14.949674 | 10047400090001 | Ladda upp en bild av detta fornminne      |
| Orlunda 11:1       | Hög          |              | Orlunda, Östergötland |       | 58.424356, 14.959757 | 10047400110001 | Ladda upp en bild av detta fornminne      |

## Rogslösa
| Namn                                 | Lämningstyp                 | Tillkomsttid | Historisk indelning    | Plats | Läge                 | ID-nr          | Bild                                      |
| ------------------------------------ | --------------------------- | ------------ | ---------------------- | ----- | -------------------- | -------------- | ----------------------------------------- |
| Kolerabacken (Rogslösa 1:1)          | Begravningsplats            |              | Rogslösa, Östergötland |       | 58.407350, 14.731920 | 10048000010001 | Ladda upp en bild av detta fornminne      |
| Rogslösa 3:1                         | Gravfält                    |              | Rogslösa, Östergötland |       | 58.409514, 14.738013 | 10048000030001 | Ladda upp en bild av detta fornminne      |
| Rogslösa 6:1                         | Stensättning                |              | Rogslösa, Östergötland |       | 58.395879, 14.746692 | 10048000060001 | Ladda upp en bild av detta fornminne      |
| Rogslösa 7:1                         | Stenkrets                   |              | Rogslösa, Östergötland |       | 58.395364, 14.746432 | 10048000070001 | Ladda upp en bild av detta fornminne      |
| Rogslösa 8:1                         | Gravfält                    |              | Rogslösa, Östergötland |       | 58.394885, 14.742086 | 10048000080001 | Ladda upp en bild av detta fornminne      |
| Rogslösa 9:1                         | Stensättning                |              | Rogslösa, Östergötland |       | 58.396196, 14.739414 | 10048000090001 | Ladda upp en bild av detta fornminne      |
| Rogslösa 10:1                        | Stensättning                |              | Rogslösa, Östergötland |       | 58.395308, 14.739982 | 10048000100001 | Ladda upp en bild av detta fornminne      |
| Rogslösa 11:1                        | Grav markerad av sten/block |              | Rogslösa, Östergötland |       | 58.395744, 14.739664 | 10048000110001 | Ladda upp en bild av detta fornminne      |
| Rogslösa 13:1                        | Stensättning                |              | Rogslösa, Östergötland |       | 58.395335, 14.726635 | 10048000130001 | Ladda upp en bild av detta fornminne      |
| Rogslösa 14:1                        | Stenkammargrav              |              | Rogslösa, Östergötland |       | 58.394553, 14.725829 | 10048000140001 | Ladda upp en bild av detta fornminne      |
| Rogslösa 15:1                        | Stensättning                |              | Rogslösa, Östergötland |       | 58.393660, 14.731171 | 10048000150001 | Ladda upp en bild av detta fornminne      |
| Rogslösa 16:1                        | Stensättning                |              | Rogslösa, Östergötland |       | 58.396775, 14.733454 | 10048000160001 | Ladda upp en bild av detta fornminne      |
| Rogslösa 18:1                        | Hög                         |              | Rogslösa, Östergötland |       | 58.394075, 14.719682 | 10048000180001 | Ladda upp en bild av detta fornminne      |
| Rogslösa 19:1                        | Hög                         |              | Rogslösa, Östergötland |       | 58.393912, 14.717755 | 10048000190001 | Ladda upp en bild av detta fornminne      |
| Rogslösa 20:1                        | Stensättning                |              | Rogslösa, Östergötland |       | 58.388366, 14.699206 | 10048000200001 | Ladda upp en bild av detta fornminne      |
| Bocka kyrkogården (Rogslösa 21:1)    | Begravningsplats            |              | Rogslösa, Östergötland |       | 58.380661, 14.678679 | 10048000210001 | Ladda upp en till bild av detta fornminne |
| Rogslösa 23:1                        | Begravningsplats            |              | Rogslösa, Östergötland |       | 58.376052, 14.720422 | 10048000230001 | Ladda upp en bild av detta fornminne      |
| Rogslösa 26:1                        | Gravfält                    |              | Rogslösa, Östergötland |       | 58.370330, 14.732503 | 10048000260001 | Ladda upp en bild av detta fornminne      |
| Rogslösa 27:1                        | Stenkrets                   |              | Rogslösa, Östergötland |       | 58.370087, 14.731689 | 10048000270001 | Ladda upp en bild av detta fornminne      |
| Rogslösa 33:1                        | Gravfält                    |              | Rogslösa, Östergötland |       | 58.412108, 14.766139 | 10048000330001 | Ladda upp en bild av detta fornminne      |
| Rogslösa 34:1                        | Stensättning                |              | Rogslösa, Östergötland |       | 58.409527, 14.739369 | 10048000340001 | Ladda upp en bild av detta fornminne      |
| Drottning Ommas borg (Rogslösa 35:1) | Fornborg                    |              | Rogslösa, Östergötland |       | 58.380408, 14.675993 | 10048000350001 | Ladda upp en till bild av detta fornminne |
| Rogslösa 53:1                        | Hällristning                |              | Rogslösa, Östergötland |       | 58.392629, 14.714103 | 10048000530001 | Ladda upp en bild av detta fornminne      |
| Rogslösa 60:1                        | Hällristning                |              | Rogslösa, Östergötland |       | 58.395687, 14.742172 | 10048000600001 | Ladda upp en bild av detta fornminne      |

## Sankt Per
| Namn                                      | Lämningstyp             | Tillkomsttid | Historisk indelning     | Plats | Läge                 | ID-nr          | Bild                                 |
| ----------------------------------------- | ----------------------- | ------------ | ----------------------- | ----- | -------------------- | -------------- | ------------------------------------ |
| Sankt Per 1:1                             | Gravfält                |              | Sankt Per, Östergötland |       | 58.435339, 14.943379 | 10307500010001 | Ladda upp en bild av detta fornminne |
| Sankt Per 3:1                             | Gravfält                |              | Sankt Per, Östergötland |       | 58.433263, 14.919023 | 10307500030001 | Ladda upp en bild av detta fornminne |
| Sankt Per 4:1                             | Stensättning            |              | Sankt Per, Östergötland |       | 58.449080, 14.937275 | 10307500040001 | Ladda upp en bild av detta fornminne |
| Sankt Per 4:2                             | Stensättning            |              | Sankt Per, Östergötland |       | 58.449378, 14.937174 | 10307500040002 | Ladda upp en bild av detta fornminne |
| Klostads gamla kyrkoplats (Sankt Per 6:1) | Kyrka/kapell            |              | Sankt Per, Östergötland |       | 58.445764, 14.959980 | 10307500060001 | Ladda upp en bild av detta fornminne |
| Sankt Per 15:1                            | Grav- och boplatsområde |              | Sankt Per, Östergötland |       | 58.447755, 14.932560 | 10307500150001 | Ladda upp en bild av detta fornminne |

## Strå
| Namn                              | Lämningstyp  | Tillkomsttid | Historisk indelning | Plats | Läge                 | ID-nr          | Bild                                 |
| --------------------------------- | ------------ | ------------ | ------------------- | ----- | -------------------- | -------------- | ------------------------------------ |
| Broby gamla kyrkoplats (Strå 4:2) | Kyrka/kapell |              | Strå, Östergötland  |       | 58.403281, 14.847858 | 10049900040002 | Ladda upp en bild av detta fornminne |
| Strå 11:1                         | Hällristning |              | Strå, Östergötland  |       | 58.408210, 14.931486 | 10049900110001 | Ladda upp en bild av detta fornminne |

## Vadstena
| Namn                  | Lämningstyp                      | Tillkomsttid | Historisk indelning    | Plats | Läge                 | ID-nr          | Bild                                      |
| --------------------- | -------------------------------- | ------------ | ---------------------- | ----- | -------------------- | -------------- | ----------------------------------------- |
| Ög 179 (Vadstena 2:1) | Runristning                      |              | Vadstena, Östergötland |       | 58.450578, 14.892197 | 10051700020001 | Ladda upp en till bild av detta fornminne |
| Vadstena 10:1         | Stensättning                     |              | Vadstena, Östergötland |       | 58.427907, 14.906252 | 10051700100001 | Ladda upp en bild av detta fornminne      |
| Vadstena 11:1         | Gravfält                         |              | Vadstena, Östergötland |       | 58.443154, 14.920690 | 10051700110001 | Ladda upp en bild av detta fornminne      |
| Vadstena 12:1         | Gravfält                         |              | Vadstena, Östergötland |       | 58.444498, 14.921458 | 10051700120001 | Ladda upp en bild av detta fornminne      |
| Vadstena 12:2         | Stensättning                     |              | Vadstena, Östergötland |       | 58.444578, 14.921468 | 10051700120002 | Ladda upp en bild av detta fornminne      |
| Vadstena 12:3         | Stensättning                     |              | Vadstena, Östergötland |       | 58.444677, 14.921084 | 10051700120003 | Ladda upp en bild av detta fornminne      |
| Vadstena 13:1         | Stensättning                     |              | Vadstena, Östergötland |       | 58.444062, 14.920546 | 10051700130001 | Ladda upp en bild av detta fornminne      |
| Vadstena 13:2         | Stensättning                     |              | Vadstena, Östergötland |       | 58.444133, 14.920421 | 10051700130002 | Ladda upp en bild av detta fornminne      |
| Vadstena 14:1         | Kloster                          |              | Vadstena, Östergötland |       | 58.450697, 14.890513 | 10051700140001 | Ladda upp en bild av detta fornminne      |
| Vadstena 27:1         | Hällristning                     |              | Vadstena, Östergötland |       | 58.433023, 14.912490 | 10051700270001 | Ladda upp en bild av detta fornminne      |
| Vadstena 37           | Begravningsplats                 |              | Vadstena, Östergötland |       | 58.441694, 14.914022 | 12000000023597 | Ladda upp en bild av detta fornminne      |
| Vadstena 44           | Grav- och boplatsområde          |              | Vadstena, Östergötland |       | 58.435535, 14.907734 | 12000000054496 | Ladda upp en bild av detta fornminne      |
| Vadstena 63           | Husgrund, förhistorisk/medeltida |              | Vadstena, Östergötland |       | 58.434426, 14.898707 | 12000000110324 | Ladda upp en bild av detta fornminne      |
| Vadstena 65           | Grav övrig                       |              | Vadstena, Östergötland |       | 58.442393, 14.918523 | 12000000110931 | Ladda upp en bild av detta fornminne      |
| Vadstena 66           | Grav övrig                       |              | Vadstena, Östergötland |       | 58.442359, 14.918532 | 12000000110932 | Ladda upp en bild av detta fornminne      |
| Sankt Per 7:1         | Grav markerad av sten/block      |              | Vadstena, Östergötland |       | 58.422632, 14.894129 | 10307500070001 | Ladda upp en bild av detta fornminne      |
| Sankt Per 7:2         | Grav markerad av sten/block      |              | Vadstena, Östergötland |       | 58.422693, 14.893955 | 10307500070002 | Ladda upp en bild av detta fornminne      |
| Sankt Per 8:1         | Stenkrets                        |              | Vadstena, Östergötland |       | 58.422906, 14.888606 | 10307500080001 | Ladda upp en bild av detta fornminne      |

## Väversunda
| Namn            | Lämningstyp                 | Tillkomsttid | Historisk indelning      | Plats | Läge                 | ID-nr          | Bild                                 |
| --------------- | --------------------------- | ------------ | ------------------------ | ----- | -------------------- | -------------- | ------------------------------------ |
| Väversunda 1:1  | Hög                         |              | Väversunda, Östergötland |       | 58.357854, 14.715983 | 10054000010001 | Ladda upp en bild av detta fornminne |
| Väversunda 2:1  | Runristning                 |              | Väversunda, Östergötland |       | 58.346594, 14.710399 | 10054000020001 | Ladda upp en bild av detta fornminne |
| Väversunda 2:2  | Runristning                 |              | Väversunda, Östergötland |       | 58.346594, 14.710399 | 10054000020002 | Ladda upp en bild av detta fornminne |
| Väversunda 2:3  | Runristning                 |              | Väversunda, Östergötland |       | 58.346594, 14.710399 | 10054000020003 | Ladda upp en bild av detta fornminne |
| Väversunda 2:4  | Runristning                 |              | Väversunda, Östergötland |       | 58.346594, 14.710399 | 10054000020004 | Ladda upp en bild av detta fornminne |
| Väversunda 2:5  | Runristning                 |              | Väversunda, Östergötland |       | 58.346594, 14.710399 | 10054000020005 | Ladda upp en bild av detta fornminne |
| Väversunda 2:6  | Runristning                 |              | Väversunda, Östergötland |       | 58.346594, 14.710399 | 10054000020006 | Ladda upp en bild av detta fornminne |
| Väversunda 2:7  | Runristning                 |              | Väversunda, Östergötland |       | 58.346594, 14.710399 | 10054000020007 | Ladda upp en bild av detta fornminne |
| Väversunda 2:8  | Runristning                 |              | Väversunda, Östergötland |       | 58.346594, 14.710399 | 10054000020008 | Ladda upp en bild av detta fornminne |
| Väversunda 2:9  | Runristning                 |              | Väversunda, Östergötland |       | 58.346594, 14.710399 | 10054000020009 | Ladda upp en bild av detta fornminne |
| Väversunda 2:10 | Runristning                 |              | Väversunda, Östergötland |       | 58.346594, 14.710399 | 10054000020010 | Ladda upp en bild av detta fornminne |
| Väversunda 2:11 | Runristning                 |              | Väversunda, Östergötland |       | 58.346594, 14.710399 | 10054000020011 | Ladda upp en bild av detta fornminne |
| Väversunda 7:1  | Stenkrets                   |              | Väversunda, Östergötland |       | 58.341567, 14.693093 | 10054000070001 | Ladda upp en bild av detta fornminne |
| Väversunda 8:1  | Grav markerad av sten/block |              | Väversunda, Östergötland |       | 58.340192, 14.689275 | 10054000080001 | Ladda upp en bild av detta fornminne |
| Väversunda 8:2  | Grav markerad av sten/block |              | Väversunda, Östergötland |       | 58.340261, 14.689279 | 10054000080002 | Ladda upp en bild av detta fornminne |
| Väversunda 8:3  | Grav markerad av sten/block |              | Väversunda, Östergötland |       | 58.340292, 14.689493 | 10054000080003 | Ladda upp en bild av detta fornminne |
| Väversunda 33:1 | Hög                         |              | Väversunda, Östergötland |       | 58.361463, 14.713523 | 10054000330001 | Ladda upp en bild av detta fornminne |
| Väversunda 68:1 | Stensättning                |              | Väversunda, Östergötland |       | 58.341201, 14.673975 | 10054000680001 | Ladda upp en bild av detta fornminne |
| Väversunda 95   | Stensättning                |              | Väversunda, Östergötland |       | 58.341488, 14.693218 | 12000000060269 | Ladda upp en bild av detta fornminne |
| Väversunda 96   | Stensättning                |              | Väversunda, Östergötland |       | 58.341629, 14.693164 | 12000000060287 | Ladda upp en bild av detta fornminne |
| Väversunda 97   | Grav markerad av sten/block |              | Väversunda, Östergötland |       | 58.340094, 14.688877 | 12000000060300 | Ladda upp en bild av detta fornminne |
| Väversunda 98   | Stensättning                |              | Väversunda, Östergötland |       | 58.340106, 14.689149 | 12000000060301 | Ladda upp en bild av detta fornminne |

## Örberga
| Namn                     | Lämningstyp                 | Tillkomsttid | Historisk indelning   | Plats | Läge                 | ID-nr          | Bild                                 |
| ------------------------ | --------------------------- | ------------ | --------------------- | ----- | -------------------- | -------------- | ------------------------------------ |
| Örberga 1:1              | Gravfält                    |              | Örberga, Östergötland |       | 58.425949, 14.816997 | 10054800010001 | Ladda upp en bild av detta fornminne |
| Örberga 2:1              | Hög                         |              | Örberga, Östergötland |       | 58.429912, 14.818289 | 10054800020001 | Ladda upp en bild av detta fornminne |
| Örberga 3:1              | Gravfält                    |              | Örberga, Östergötland |       | 58.427304, 14.822469 | 10054800030001 | Ladda upp en bild av detta fornminne |
| Örberga 4:1              | Runristning                 |              | Örberga, Östergötland |       | 58.433896, 14.798588 | 10054800040001 | Ladda upp en bild av detta fornminne |
| Örberga 5:1              | Hög                         |              | Örberga, Östergötland |       | 58.437917, 14.803554 | 10054800050001 | Ladda upp en bild av detta fornminne |
| Örberga 5:2              | Hög                         |              | Örberga, Östergötland |       | 58.437737, 14.803121 | 10054800050002 | Ladda upp en bild av detta fornminne |
| Örberga 6:1              | Stensättning                |              | Örberga, Östergötland |       | 58.422087, 14.843087 | 10054800060001 | Ladda upp en bild av detta fornminne |
| Örberga 6:2              | Stensättning                |              | Örberga, Östergötland |       | 58.422313, 14.843078 | 10054800060002 | Ladda upp en bild av detta fornminne |
| Örberga 6:4              | Stenkrets                   |              | Örberga, Östergötland |       | 58.422445, 14.842960 | 10054800060004 | Ladda upp en bild av detta fornminne |
| Ättekullen (Örberga 7:1) | Gravfält                    |              | Örberga, Östergötland |       | 58.433507, 14.838458 | 10054800070001 | Ladda upp en bild av detta fornminne |
| Örberga 8:1              | Gravfält                    |              | Örberga, Östergötland |       | 58.427155, 14.797871 | 10054800080001 | Ladda upp en bild av detta fornminne |
| Örberga 10:1             | Gravfält                    |              | Örberga, Östergötland |       | 58.420143, 14.767172 | 10054800100001 | Ladda upp en bild av detta fornminne |
| Örberga 11:1             | Gravfält                    |              | Örberga, Östergötland |       | 58.421295, 14.768580 | 10054800110001 | Ladda upp en bild av detta fornminne |
| Örberga 12:1             | Gravfält                    |              | Örberga, Östergötland |       | 58.421174, 14.789895 | 10054800120001 | Ladda upp en bild av detta fornminne |
| Örberga 13:1             | Stensättning                |              | Örberga, Östergötland |       | 58.414322, 14.804588 | 10054800130001 | Ladda upp en bild av detta fornminne |
| Örberga 13:2             | Stensättning                |              | Örberga, Östergötland |       | 58.414562, 14.804411 | 10054800130002 | Ladda upp en bild av detta fornminne |
| Örberga 13:3             | Stensättning                |              | Örberga, Östergötland |       | 58.414729, 14.804520 | 10054800130003 | Ladda upp en bild av detta fornminne |
| Örberga 13:4             | Hällristning                |              | Örberga, Östergötland |       | 58.414759, 14.804599 | 10054800130004 | Ladda upp en bild av detta fornminne |
| Örberga 14:1             | Stensättning                |              | Örberga, Östergötland |       | 58.442626, 14.789456 | 10054800140001 | Ladda upp en bild av detta fornminne |
| Örberga 14:2             | Hög                         |              | Örberga, Östergötland |       | 58.442410, 14.789130 | 10054800140002 | Ladda upp en bild av detta fornminne |
| Örberga 16:1             | Gravfält                    |              | Örberga, Östergötland |       | 58.432258, 14.814173 | 10054800160001 | Ladda upp en bild av detta fornminne |
| Örberga 18:1             | Grav markerad av sten/block |              | Örberga, Östergötland |       | 58.418961, 14.806858 | 10054800180001 | Ladda upp en bild av detta fornminne |
| Örberga 18:2             | Grav markerad av sten/block |              | Örberga, Östergötland |       | 58.418957, 14.806526 | 10054800180002 | Ladda upp en bild av detta fornminne |
| Örberga 18:3             | Grav markerad av sten/block |              | Örberga, Östergötland |       | 58.419203, 14.806502 | 10054800180003 | Ladda upp en bild av detta fornminne |
| Örberga 20:1             | Stensättning                |              | Örberga, Östergötland |       | 58.420934, 14.771035 | 10054800200001 | Ladda upp en bild av detta fornminne |
| Örberga 21:1             | Stenkrets                   |              | Örberga, Östergötland |       | 58.419808, 14.791257 | 10054800210001 | Ladda upp en bild av detta fornminne |
| Örberga 63:1             | Hög                         |              | Örberga, Östergötland |       | 58.425127, 14.824751 | 10054800630001 | Ladda upp en bild av detta fornminne |
| Örberga 64:1             | Hällristning                |              | Örberga, Östergötland |       | 58.426129, 14.790964 | 10054800640001 | Ladda upp en bild av detta fornminne |